# Архангельское (Николаевская область)
Архангельское (укр. Архангельське) — село в Баштанском районе Николаевской области Украины.
Основано в 1813 году. Население по переписи 2001 года составляло 205 человек. Почтовый индекс — 56123. Телефонный код — 5158. Занимает площадь 0,405 км².

## Местный совет
56123, Николаевская обл., Баштанский р-н, село Лукьяновка, ул. Центральная, 20